# Graphicage (transport)
Le graphicage comme l'habillage sont des techniques employées dans le domaine du transport public de voyageurs pour organiser et prévoir rationnellement les tâches quotidiennes des véhicules et des conducteurs.

## Description
Dans le domaine du transport public de voyageurs, le graphicage est la conception des tableaux de marche des véhicules. Un tableau de marche est l'ensemble des déplacements des véhicules sur un trajet donné pour un jour type (par exemple un lundi en période scolaire).
Le graphicage consiste à relier successivement dans le temps les courses de ligne (trajet commercial entre deux terminus successifs) entre elles au moyen de courses haut-le-pied (trajet effectué hors service commercial). Chaque enchaînement de courses définit un service voiture qui sera réalisé par un même véhicule. Le graphicage est complet lorsque l'ensemble des courses ont été planifiées dans un service voiture.
Le graphicage se déroule en trois étapes principales :
1. La conception de l'offre horaire ;
2. La représentation schématique ;
3. Le chaînage des courses.

### Conception de l'offre horaire
Le graphicage est toujours précédé d'une étape spécifique de conception de l'offre horaire consistant à définir la fréquence et l'itinéraire des courses pour chaque ligne et chaque jour type. La détermination de cette offre doit répondre à toute une série de contraintes, parmi lesquelles :
- la réponse aux besoins de déplacement de la population (capacité de réponse à la charge d'enlèvement, desserte des établissements scolaires, respect des correspondances intermodales, etc.) ;
- la charge financière prête à être engagée par la collectivité et/ou l'entreprise exploitante (nombre de véhicules et de conducteurs, etc.).

### Représentation schématique
Une fois l'offre horaire établie et afin de faciliter la tâche de l'exploitant, on représente graphiquement les objets à planifier (principalement les courses). Il existe deux moyens de représenter schématiquement les tableaux de marche.

#### Graphique à plat
Le graphique à plat est une représentation sous forme de diagramme de Gantt des courses du tableau de marche. Le temps est donné sur l'axe horizontal et les objets (services voitures) du tableau de marche sont disposés verticalement.

#### Graphique de ligne
Le graphique de ligne est composé en abscisse du temps (heures de la journée) et en ordonnée de la distance (succession des arrêts desservis par la ligne). Chaque course est représentée par un trait reliant les points d'arrêt disposés dans l'espace-temps du diagramme. 
Dans un graphique à pente variable (représentation la plus courante), le niveau de pente indique la vitesse des courses: plus le trait est proche de la verticale, plus la vitesse est élevée et plus le trait est proche de l'horizontale, plus la vitesse est faible.
Dans un graphique à pente constante, la pente des courses étant identique, la vitesse est repérée par la hauteur variable du graphique: plus le graphique est bas, plus la vitesse est élevée et plus le graphique est haut, plus la vitesse est faible.

### Chaînage des courses
Le graphicage proprement dit consiste à relier dans le temps les courses entre elles et de compléter ce chaînage par une course haut-le-pied de sortie du dépôt et une course haut-le-pied de retour au dépôt. Lorsque deux courses sont connectées l'une à l'autre à un terminus, le temps séparant l'arrivée de la première course au départ de la seconde s'appelle temps de battement.
Le temps de battement inclut le temps nécessaire au véhicule pour se déplacer de l'arrêt d'arrivée à l'arrêt de départ (course de retournement) et le temps de stationnement au terminus. Ce temps de stationnement est mis à profit par le conducteur pour mettre à jour éventuellement les panneaux d'information voyageur, accueillir les passagers à bord et surtout rattraper le retard éventuel subi sur les courses précédentes.

## Outils
Le graphicage et l'habillage ont longtemps été conçus au crayon sur des feuilles de papier millimétré. Aujourd'hui la plupart des sociétés de transport public emploient un logiciel spécifique. Les logiciels d'exploitation permettent entre autres d'accélérer considérablement le travail de conception, de réduire les risques d'erreur de conception (oubli, incohérences...) et d'assister l'utilisateur dans sa tâche grâce à des algorithmes d'optimisation.

### Graphicage et habillage simultanés
Si le graphicage et l'habillage ont longtemps été traités comme deux tâches successives, les outils informatiques modernes permettent désormais de les traiter simultanément.
Le fait de réaliser et d'optimiser les services voitures et conducteurs conjointement permet d'aboutir directement à des solutions de services conducteurs performantes, sans va-et-vient entre les phases de graphicage et d'habillage, en particulier dans le domaine du transport régional ou interurbain. En effet, contrairement au transport urbain où les longueurs des lignes sont relativement courtes et où les fréquences élevées des courses permettent de nombreuses possibilités de relèves, le transport interurbain offre peu de possibilités pour le conducteur de quitter son véhicule et d'être remplacé. Par conséquent, les relèves sont rares et le service voiture coïncidera souvent avec le service conducteur. Or, étant donné que les contraintes pesant sur la formation du service conducteur (réglementation du travail, etc.) sont plus fortes que sur le service voiture, l'étape préalable de graphicage est souvent une perte de temps.
Grâce à des tels logiciels, il est alors possible, directement à partir des courses, de définir des solutions de services conducteurs optimisées pour le transport régional en sautant l'étape du graphicage.